# Raschelberg
Der Raschelberg ist eine Erhebung im Südosten der sächsischen Stadt Freital auf den Fluren der Stadtteile Niederhäslich und Schweinsdorf.

## Lage und Umgebung
Der Raschelberg erhebt sich inmitten der Gartensparte Poisenblick an einem alten Wasserhochbehälter südlich der Oststraße in Freital-Niederhäslich. Westlich fällt das Gelände zum Pfannengrund mit dem Schweinsdorfer Bach, östlich in den Geyersgraben mit dem gleichnamigen Bach und nördlich zum Poisenbach hinab. Südöstlich grenzt das Gelände an die Ausläufer des Wachtelbergs, Südlich an den Die Pfanne an.

## Geschichte
Die Bebauung des Raschelberghangs zum Poisenbach hin begann Ende der 1920er Jahre, zunächst vor allem entlang der heutigen Rudeltstraße und in Schweinsdorf. In den 1950er Jahren wurde der Raschelberg auf östlicher Niederhäslicher Flur bebaut, in den 1960er Jahren ergänzt durch die östlich davon gelegene Waldblicksiedlung in Plattenbauweise. Im Jahr 1996 wurde aus kommunalem Wohnungsbestand heraus die Wohnungsgenossenschaft „Raschelberg“ eG gegründet, die zahlreiche Gebäude am Hang übernahm und seitdem verwaltet.